# Llombards
Llombards (o es Llombards) es una localidad y pedanía española perteneciente al municipio de Santañí, en la parte suroriental de Mallorca, comunidad autónoma de las Islas Baleares. Cerca de esta localidad se encuentran los núcleos de Santañí capital, Las Salinas, Cala Llombards, Son Móger, Cala Santañí y la Colonia de San Jorge.

## Demografía
Según el Instituto Nacional de Estadística de España, en el año 2019 Llombards contaba con 546 habitantes censados, lo que representa el 4,46% de la población total del municipio.

### Evolución de la población
| Gráfica de evolución demográfica de Llombards entre 2009 y 2019 |
|                                                                 |
| Datos según el nomenclátor publicado por el INE.                |

## Comunicaciones

### Carreteras
La principal vía de comunicación que transcurre por esta localidad es:
| Identificador | Denominación                         | Itinerario                     |
| ------------- | ------------------------------------ | ------------------------------ |
| Ma-6100       | De Santañí a la Colonia de San Jorge | Santañí - Colonia de San Jorge |

Algunas distancias entre Llombards y otras ciudades:
| Ciudades          | Distancia (km) |
| ----------------- | -------------- |
| Santañí           | 3              |
| Manacor           | 34             |
| Palma de Mallorca | 53             |